# Estudio Op. 25, n.º 5 (Chopin)

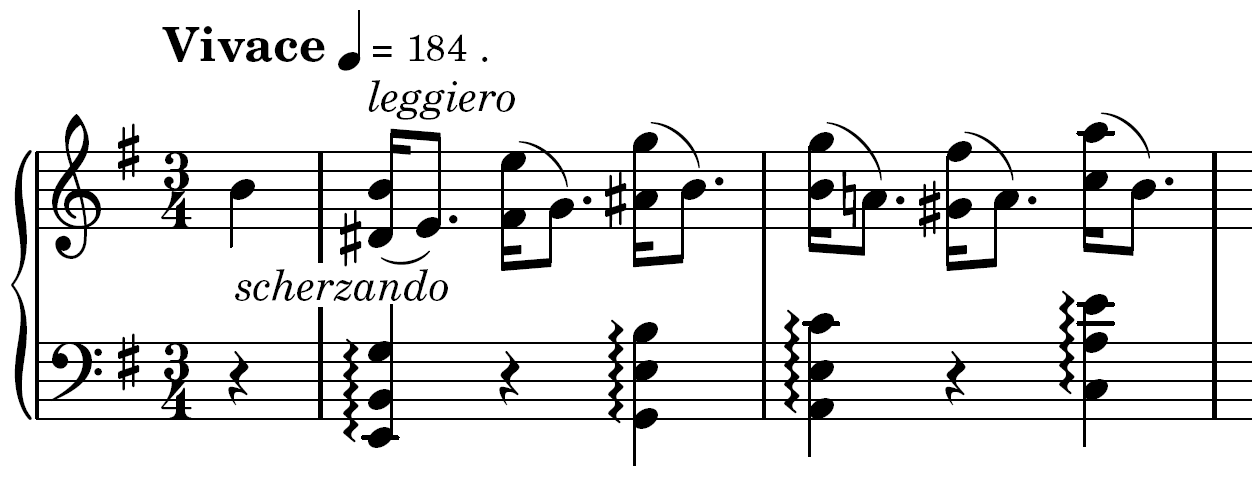
Comienzo del Estudio Op. 25, n.º 5

El Estudio Op. 25, n.º 5 en Mi menor es un estudio para piano compuesto por Fryderyk Chopin en 1837. Con una técnica muy distinta a la de trabajos anteriores del compositor, Chopin escribió este estudio con una serie de rápidos semitonos, lo que produce una ligera disonancia. Por esta característica es conocido como "La fausse note" (del francés, "La nota falsa").

## Estructura
Después del primer tema de semitonos, Chopin introduce una sección de più lento en la que se toca una nueva melodía en la tonalidad mayor, Mi mayor. Esta sección se toca consonante, sin sonidos no melodiosos como el semitono. La sección final de la pieza empieza con una recapitulación del primer tema, con los clímax en una coda en Mi mayor.   
La segunda sección está marcada como un più lento (del italiano, "más lento"), a pesar del ritmo para metrónomo de ♩=168, un tempo muy rápido.
El Estudio Op. 25, n.º 5 presenta una estructura general inusual, rodeando un tema secundario en modo mayor con el tema principal en modo menor. Esta idea aparece solo otra vez en la obra de Chopin, en el Estudio Op. 25, n.º 10. El estilo de estos estudios enfatiza la desviación de Chopin respecto al estilo estándar de compositores anteriores, como Carl Czerny. Ambos están construidos de manera semejante a las sonatas de Ludwig van Beethoven, en las cuales Beethoven compuso tres movimientos con esta misma estructura.